# Wola Wężykowa (gmina)
Wola Wężykowa (od 1931 Sędziejowice) – dawna gmina wiejska istniejąca do 1931 roku w woj. łódzkim. Siedzibą władz gminy była Wola Wężykowa.
W okresie międzywojennym gmina Wola Wężykowa należała do powiatu łaskiego w woj. łódzkim. Jednostkę o nazwie gmina Wola Wężykowa zniesiono 10 sierpnia 1931 roku, w związku z jej przemianowaniem na gminę Sędziejowice.